# 默多克角
60°48′S 44°41′W / 60.800°S 44.683°W
默多克角（英語：Cape Murdoch）是南極洲的海岬，位於南奧克尼群島的勞里島南端，是莫斯曼半島東南端，該海岬在1903年由蘇格蘭的探險隊繪入地圖。